# Re-ADSL2
Le Reach Extended ADSL2 est une technique d'accès à internet à haut débit permettant d'accroître, en termes de longueur de ligne de cuivre, la portée de l'ADSL. Elle est décrite dans l'annexe L de la recommandation G.992.3 (ou ADSL2) de l'UIT.
La technique consiste à renforcer la partie la plus basse du spectre, en envoyant plus d'énergie entre 138 et 552 kHz pour la voie descendante et entre 25,875 kHz et 103,5 kHz pour la voie montante. En contrepartie, moins de fréquences sont utilisées ce qui entraîne des débits maximums moindres qu'en ADSL1 ou ADSL2. Cette technique permet de prolonger de 5 à 10 % la portée de l'ADSL, permettant l'accès au haut débit de dizaines de milliers d'internautes supplémentaires.
Le Re-ADSL2, appelé par abus de langage Re-ADSL ou READSL, est une variante de l'ADSL2. En France, elle fait l'objet d'offres commerciales de Free, Nerim, Nordnet et Orange depuis juin 2005, après homologation par l'ARCEP en mai 2005. L'ARCEP a dans un premier temps ouvert le Re-ADSL2 aux lignes dont l'affaiblissement est inférieur à 75 dB et a défini un mode de calcul de cette valeur théorique d'affaiblissement de la ligne. En décembre 2005, la valeur maximale d'affaiblissement validant l'éligibilité aux offres commerciales Re-ADSL2 a été repoussée à 78 dB.
La compatibilité d'une ligne téléphonique avec le Re-ADSL2 est déterminée par son éligibilité technique.
| Technologie | Définition          | Mode de transmission | Débit Internet → PC (Download) | Débit PC → Internet (Upload) | Distance maximale | Nombre de paires |
| ReADSL      | Reach Extended ADSL | Asymétrique          | 512kb/s                        | 128 kb/s                     | 8 km              | 1                |